# لين توماس
لين توماس (بالإنجليزية: Lyn Thomas)‏ هي ممثلة أمريكية، ولدت في 2 نوفمبر 1929 بفورت واين في الولايات المتحدة، وتوفيت في 26 أغسطس 2004 بريفرسايد في الولايات المتحدة.

## وصلات خارجية
- لين توماس على موقع IMDb (الإنجليزية)
- لين توماس على موقع ألو سيني (الفرنسية)
- لين توماس على موقع أول موفي (الإنجليزية)
- لين توماس على موقع قاعدة بيانات الأفلام السويدية (السويدية)
- لين توماس على موقع قاعدة بيانات الفيلم (الإنجليزية)
- لين توماس على موقع كينوبويسك (الروسية)